# Мичел (футболист)
Хосе́ Миге́ль Гонса́лес Марти́н дель Ка́мпо (исп. José Miguel González Martín del Campo; род. 23 марта 1963, Мадрид), более известный как Ми́чел — испанский футболист, полузащитник. Наиболее известен как игрок испанского клуба «Реал Мадрид» и сборной Испании. В настоящее время — тренер.

## Карьера игрока

### Клубная
Мичел играл правым полузащитником, выступал под номером 8. Один из знаменитой «пятерки Бутрагеньо».
- 1976—1981 — юношеские команды Реал Мадрид
- 1981—1984 — Кастилья (Испания)
- 1982—1996 — Реал Мадрид — 404 игры (97 голов)
- 1996—1997 — Селая (Мексика) — 34 игры (9 голов)

### Международная
Мичел дебютировал в сборной в ноябре 1985 года. Сыграл за неё 66 игр и забил 21 гол. Он выступал за Испанию на чемпионатах мира в 1986 и 1990 (где отметился хет-триком в ворота сборной Южной Кореи). Завершил карьеру в сборной в возрасте 29 лет, после того как команду возглавил Хавьер Клементе, который отказался от услуг Мичела.

## Карьера тренера
В 2005 году Мичел возглавил свой первый клуб — «Райо Вальекано» из третьего дивизиона. До этого он работал комментатором и вёл колонку в газете «As». От клуба ожидали выхода во второй дивизион, но он занял только пятое место. И в 2006 году Мичел возглавил дубль мадридского «Реала» — «Кастилью», также был назначен управляющим тренерской базой главного клуба.
В конце апреля 2009 года сменил Виктора Муньоса на посту главного тренера «Хетафе», помог клубу избежать вылета из Примеры, после чего подписал контракт на 2 года. В «Хетафе» под руководством Мичела выступал его сын Адриан, воспитанник школы мадридского «Реала».
7 февраля 2012 года Мичел стал новым главным тренером испанской «Севильи», сменив на этом посту Марселино Гарсию Тораля, который был уволен с занимаемой должности за неудовлетворительные результаты. Контракт подписан до конца сезона 2011/12 с возможностью продления ещё на сезон. 14 января 2013 года уволен из-за неудовлетворительных результатов команды (13-е место после 19-го тура чемпионата Испании 2012/13).
4 февраля 2013 года назначен главным тренером греческого клуба «Олимпиакос» (Пирей). Контракт подписан сроком на 2,5 года. Сменил на этом посту Антониоса Никополидиса. В январе 2015 года Мичел покинул греческий клуб.
7 марта 2017 года стал главным тренером «Малаги».

## Достижения
Как игрок
Реал Мадрид
- Чемпион Испании: 1985/86, 1986/87, 1987/88, 1988/89, 1989/90, 1994/95, 1996/97
- Кубок Испании: 1988/89, 1992/93
- Суперкубок Испании: 1988, 1989, 1990, 1993
- Кубок УЕФА: 1985, 1986

Как тренер
Реал Мадрид Кастилья
- Победитель Сегунды Б: 2004/05